# Гусєв Анатолій Олексійович
Анатолій Олексійович Гусєв (рос. Анатолий Алексеевич Гусев, італ. Anatoli Alekseevic Goussev; 10  липня 1960, Дніпропетровськ, Україна) — радянський співак, який спеціалізувався, як легкий россініївський тенор і виконавець музики бароко, маестро оперного співу, професор техніки співу, (Мілан, Італія).

## У дитинстві
Анатолій Гусєв народився 10 липня 1960 року у Дніпропетровську. Перші пів року його біографії пройшли у місцевості Нові Кодаки на вулиці Петра Андрійовича Курочкіна (сучасна вулиця Семена Барбадима), 28. Батько Олексія був військовим, у Дніпропетровську служив недовго, але дніпропетровську рідню не забував. У дитинстві Анатолій не раз гостював у бабусі з дідусем.

## Навчання
У 1977 році Анатолій вступив до Каспійського вищого військово-морського Червонопрапорного училища імені С. М. Кірова, на штурманський факультет, зараз Азербайджанське вище військово-морське училище, яке закінчив у 1982 році. У 1982 році вступив до державної консерваторії Узбекистану імені Мухтара Ашрафі [Архівовано 17 вересня 2011 у Wayback Machine.], на Факультет академічного співу та хорового диригування. Закінчив консерваторію у 1987 році. Після закінчення Академії музики бароко в Sable-sur-Sante (Франція) та Академії музики міста Озімо (Італія), Анатолій спеціалізувався як россініївський тенор і виконавець музики бароко, поєднуючи артистичну діяльність з викладацькою.

## Репертуар
У репертуар Анатолія Гусєва входили такі опери як: «Фауст» —  Шарля Гуно, «Севільський цирульник» та «Сорока- злодійка» — Джоаккіно Россіні, L'occasione fa il ladro («Випадок, який призводить до крадіжок»), «Дон Жуан» —  Вольфганга Амадея Моцарта, «Юлій Цезар» —  Георга Фрідріха Генделя, «Королева фей» —  Генрі Перселла та інші опери.

## У Мілані
З 1994 року Анатолій Гусєв працює професором музичної академії на Форумі Бонапарт, а з 2002 року — завідувачем секції камерного співу музичної академії імені Гаетано Доніцетті. Тепер він живе в Мілані, де заснував приватну школу оперного співу. Багато його випускників і учнів-стажерів співають у найзнаменитіших театрах Європи: Ла Скала, Римська Опера, Лісеу (Барселона), Гранд - опера, а також в оперних театрах Турина, Трієста, Флоренції, Верони, Мангейма та багатьох інших.

## Учні маестро Гусєва
Серед його учнів і співаків, що стажувалися та одержали міжнародну популярність, такі оперні та камерні співаки, як: Ельдар Алієв (бас) [Архівовано 23 вересня 2015 у Wayback Machine.], Фернандо Гуффі (баритон), Галина Шестерньова[недоступне посилання з липня 2019] (сопрано, місто Мангейм),Лавінія Бертотті (сопрано) [Архівовано 1 квітня 2016 у Wayback Machine.], Вітторіо Вітеллі (баритон) [Архівовано 1 квітня 2016 у Wayback Machine.],Мауро Вентурини (тенор) [Архівовано 2 квітня 2015 у Wayback Machine.], Номада Каулаус (сопрано), Юрій Алексєєв (тенор) та багато інших.

## Участь у вокальних конкурсах
З 2001 року Анатолій Олексійович постійно бере участь як член журі в багатьох італійських і міжнародних вокальних конкурсах: HYPERION у Римі, Міжнародному конкурсі Montecorvino Opera Festsval Салерно в Неаполь, конкурсі Lucino Neroni в Асколі-Пічено. У 2005 та 2006 роках був членом журі Міжнародного конкурсу оперних співаків імені  Олени Василівни Образцової в  Санкт-Петербурзі та  Москві.